# 王锦川
王锦川（1919年9月—），直隶束鹿（今河北辛集）人，中华人民共和国政治人物、外交官。
1971年12月7日，中华人民共和国与塞内加尔建交。王锦川担任首位中华人民共和国驻塞内加尔大使。1977年，接替杨守正担任中华人民共和国驻埃塞俄比亚大使。1981年，由赵源接任。